# Рамаяна (аквапарк)
Аквапарк Рамаяна — тайский тематический аквапарк, расположенный в 15 километрах к югу от Паттайи (провинция Чонбури), в 1,5 часах езды на автомобиле от Бангкока. На сегодня это самый большой аквапарк в Таиланде и один из крупнейших во всей Юго-Восточной Азии.

## История
В ноябре 2011 года состоялась торжественная церемония освящения и закладки первого камня в фундамент строительства аквапарка «Рамаяна». Общая стоимость проекта составила более 46 млн долларов США. Аквапарк официально открылся для посетителей 5 мая 2016 года.

## Общая информация

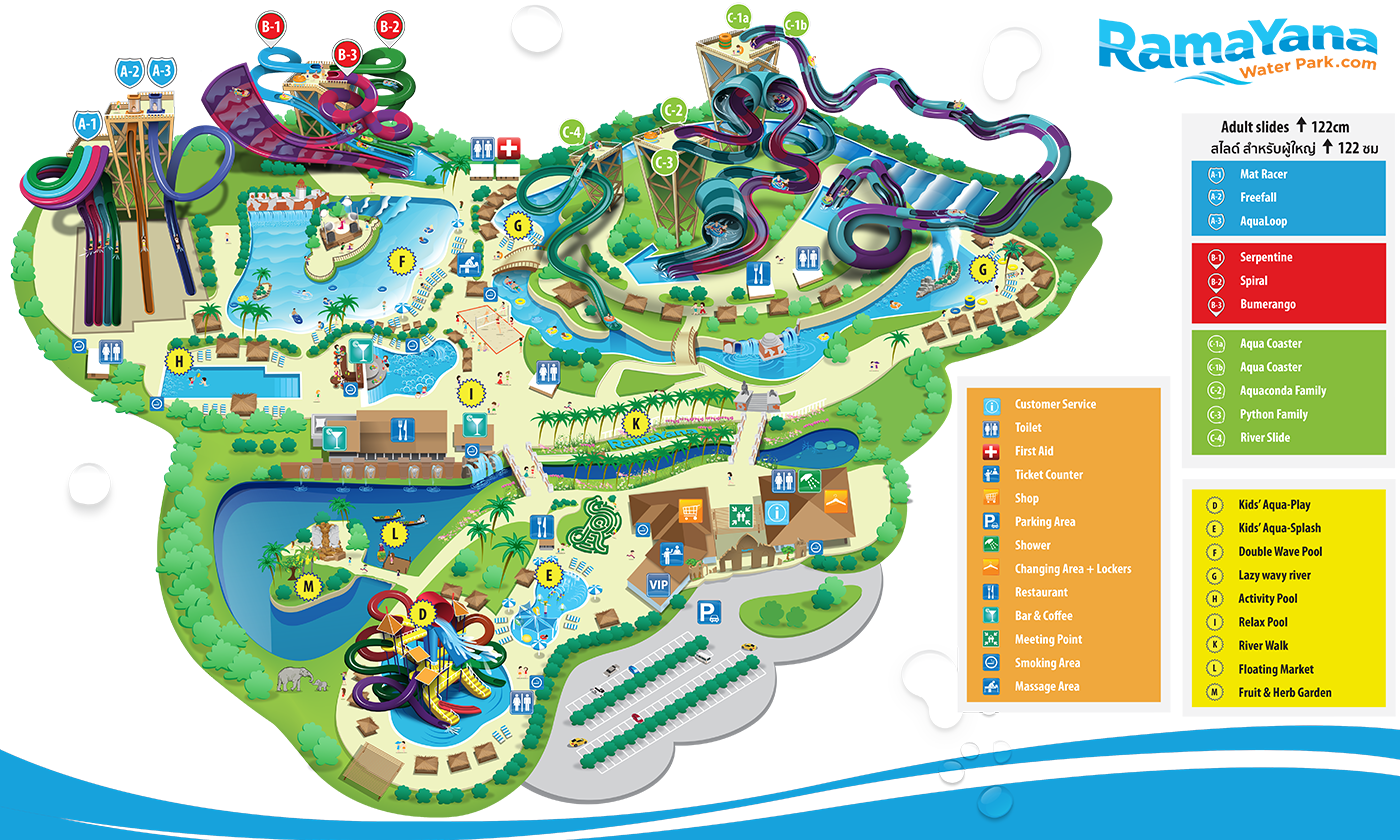
План аквапарка

«Рамаяна» является одним из крупнейших аквапарков в Азии, расположен на территории более 18 гектаров земли, в 20 км к югу от Паттайи, недалеко от известных виноградников «Сильверлейк» и большого изображения Будды. Парк окружён естественным ландшафтом с зелёными холмами, водопадами, озёрами и реками. Аквапарк является тематическим местом, главной идеей которого стал «забытый древний город». Разработкой тематики аквапарка занималась компания ATECH, которая ранее проектировала Диснейленд в Гонконге. Вода в аквапарк поступает из собственных подземных источников, проходя многоступенчатую очистку через фильтрационные системы от компаний Pentair и Wayfit.

## Аттракционы

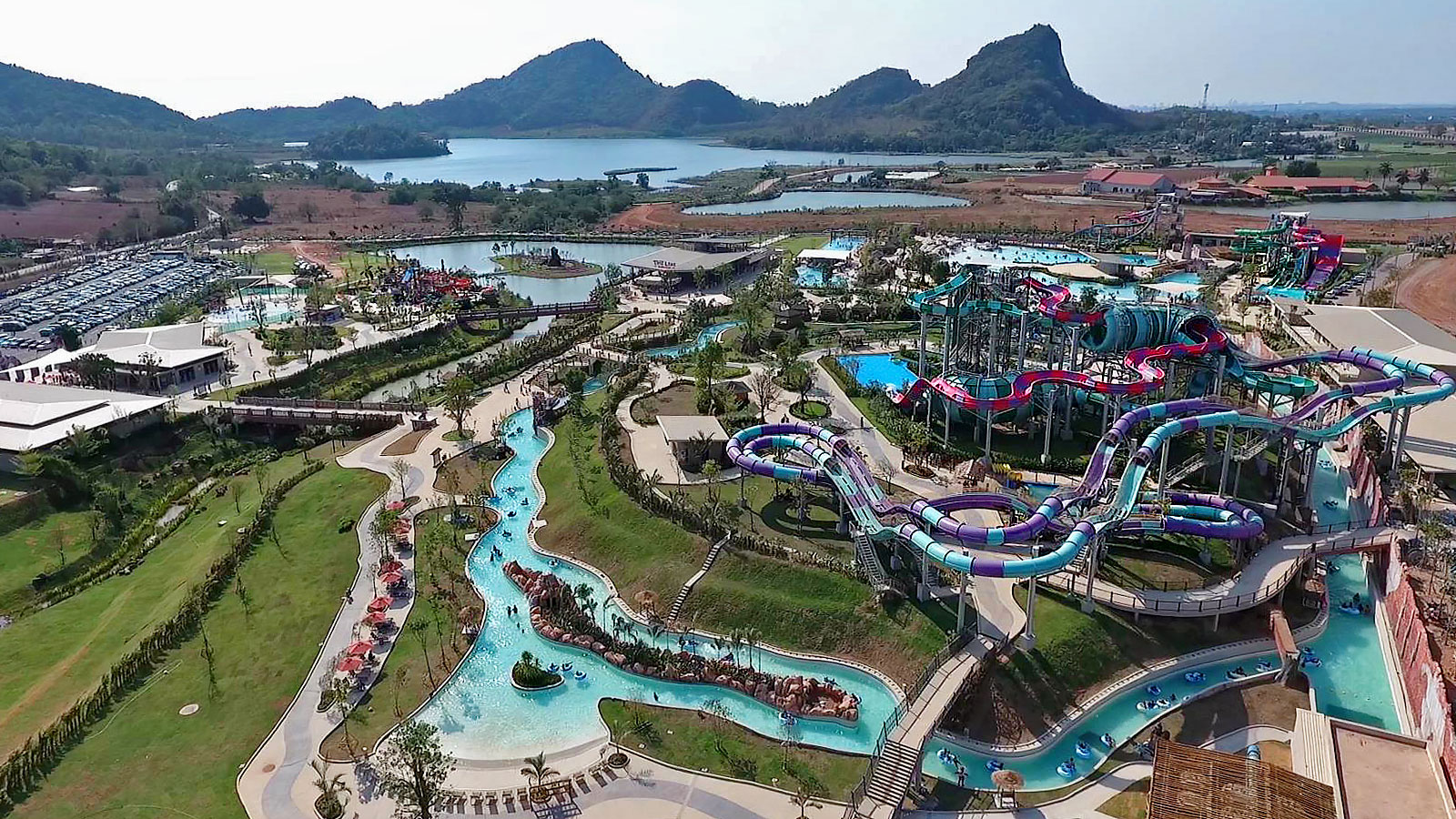
Общий вид

Всё оборудование (водные аттракционы) для аквапарка сделаны и установлены канадской компанией WhiteWater West.
Аквапарк располагает 21 водяной горкой. Например: аттракционы Python и Aquaconda с большими (диаметром 6 метров) туннелями и вплетением одного тоннеля в другой; аттракционы Dueling Aquacoaster, сдвоенные горки с одинаковой траектории спуска; River slide — спуск вниз в «ленивую реку».
Водяные аттракционы делятся на несколько групп: горки экстремального спуска (Freefall и Aqualoop, спуск через капсулу) рафтинг-горки (Python, Aquaconda и Boomerango); горки с более плавным скольжением (Serpantine, Spiral и River slide) и горки для соревнований (The Mat Racer и Dueling Aquacoaster).
В аквапарке есть «ленивая река», протяжённостью 600 метров с различными водопадами и гейзерами, бассейн с двойными волнами различной высоты (длина пляжа 150 метров), а также бассейн для занятий активными видами спорта (длина 60 метров) и бар, расположенный непосредственно в бассейне с джакузи. Развлечения на суше: площадка с песком для активных видов спорта, детский лабиринт, плавучий рынок, остров со скульптурой на скале; также можно прогуляться вдоль берега реки, покормить слонов и поучаствовать в культурных программах.
На территории аквапарка «Рамаяна» находятся две детские игровые зоны. Первая — с различными фонтанами и различным уровнем воды, предназначена для детей дошкольного возраста. Вторая — детский водяной городок с горками, водными пушками, лесенками, фонтанчиками и большой бочкой на самом верху, периодически наполняясь водой, перебрасывается вниз. Дети также могут пользоваться аттракционом «ленивая река», бассейном с двойными волнами, лабиринтом, а также можно покормить слонов и посетить остров со скульптурой на скале под наблюдением взрослых.

## Услуги
«Рамаяна» предлагает для посетителей: рестораны, бары и кафе, с разнообразной кухней, включая детский ресторан; шкафчики для хранения личных вещей, полотенца, более 40 беседок для отдыха, массажный салон, СПА с рыбками (фиш-пилинг) бесплатный высокоскоростной Wi-Fi и магазин по продаже сопутствующих товаров, где можно приобрести взрослые и детские купальные костюмы, головные уборы, шлёпки, сувениры и многое другое. Оплачивать еду, напитки и дополнительные услуги в аквапарке можно безналичным путём, предварительно положив деньги на специальный счёт, доступ к которому — через браслет.